# Andreas Zülow
Andreas Zülow (Ludwigslust, 23 de outubro de 1965) é um boxeador cubano, campeão olímpico.

## Carreira
Zülow conquistou a medalha de ouro nos Jogos Olímpicos de Verão de 1988 em Seul como representante da Alemanha Oriental, após derrotar o sueco George Scott na categoria peso leve e consagrar-se campeão.